# Équipe de Suisse de football en 1923
Cet article présente les résultats de l'équipe de Suisse de football lors de l'année 1923. En mars, elle dispute son premier match à Lausanne et en juin ses premières rencontres contre les équipes du Danemark et de la Norvège.

## Bilan
|           | Nombre de matchs | Victoires | Défaites | Matchs nuls | Buts marqués | Buts encaissés |
| Domicile  | 3                | 1         | 2        | 0           | 4            | 8              |
| Extérieur | 4                | 0         | 2        | 2           | 7            | 11             |
| Neutre    | 0                | 0         | 0        | 0           | 0            | 0              |
| Total     | 7                | 1         | 4        | 2           | 11           | 19             |

## Matchs et résultats
| Match amical                                | Suisse        | 2 - 0   | Autriche | Les Charmilles, Genève                          |                                                 |
| 21 janvier 1923 · Historique des rencontres | Pache 44e 57e | (1 - 0) |          | Spectateurs : 12 000 Arbitrage : Giovanni Mauro | Spectateurs : 12 000 Arbitrage : Giovanni Mauro |
| 21 janvier 1923 · Historique des rencontres | Rapport       |         |          | Spectateurs : 12 000 Arbitrage : Giovanni Mauro | Spectateurs : 12 000 Arbitrage : Giovanni Mauro |

| Match amical                             | Suisse       | 1 - 6   | Hongrie                                       | La Pontaise, Lausanne                             |                                                   |
| 11 mars 1923 · Historique des rencontres | Abegglen 75e | (0 - 1) | 4e 57e Molnár · 55e 77e Orth · 63e 65e Hirzer | Spectateurs : 15 000 Arbitrage : Johannes Mutters | Spectateurs : 15 000 Arbitrage : Johannes Mutters |
| 11 mars 1923 · Historique des rencontres | Rapport      |         |                                               | Spectateurs : 15 000 Arbitrage : Johannes Mutters | Spectateurs : 15 000 Arbitrage : Johannes Mutters |

| Match amical                              | France                  | 2 - 2   | Suisse             | Pershing, Paris                                  |                                                  |
| 22 avril 1923 · Historique des rencontres | Dubly 37e · Nicolas 61e | (1 - 2) | 17e 27e Afflerbach | Spectateurs : 20 000 Arbitrage : William Musther | Spectateurs : 20 000 Arbitrage : William Musther |
| 22 avril 1923 · Historique des rencontres | Rapport                 |         |                    | Spectateurs : 20 000 Arbitrage : William Musther | Spectateurs : 20 000 Arbitrage : William Musther |

| Match amical                            | Suisse    | 1 - 2   | Allemagne       | Schützenmatte, Bâle                             |                                                 |
| 3 juin 1923 · Historique des rencontres | Pache 86e | (0 - 1) | 3e 71e Hartmann | Spectateurs : 17 000 Arbitrage : Giovanni Mauro | Spectateurs : 17 000 Arbitrage : Giovanni Mauro |
| 3 juin 1923 · Historique des rencontres | Rapport   |         |                 | Spectateurs : 17 000 Arbitrage : Giovanni Mauro | Spectateurs : 17 000 Arbitrage : Giovanni Mauro |

| Match amical                             | Danemark                                  | 3 - 2   | Suisse                   | Idraetsparken (ancien), Copenhague           |                                              |
| 17 juin 1923 · Historique des rencontres | Olsen 20e · Blicher 56e (pen.) 76e (pen.) | (1 - 0) | 80e Pache · 87e Abegglen | Spectateurs : 25 000 Arbitrage : David Asson | Spectateurs : 25 000 Arbitrage : David Asson |
| 17 juin 1923 · Historique des rencontres | Rapport                                   |         |                          | Spectateurs : 25 000 Arbitrage : David Asson | Spectateurs : 25 000 Arbitrage : David Asson |

| Match amical                             | Norvège                   | 2 - 2   | Suisse                          | Aker, Oslo                                   |                                              |
| 21 juin 1923 · Historique des rencontres | Berstad 62e · Johnsen 68e | (0 - 2) | 38e Afflerbach · 40e Charpillod | Spectateurs : 10 000 Arbitrage : John Fowler | Spectateurs : 10 000 Arbitrage : John Fowler |
| 21 juin 1923 · Historique des rencontres | Rapport                   |         |                                 | Spectateurs : 10 000 Arbitrage : John Fowler | Spectateurs : 10 000 Arbitrage : John Fowler |

| Match amical                                 | Pays-Bas                                 | 4 - 1   | Suisse          | Oude, Amsterdam                                     |                                                     |
| 25 novembre 1923 · Historique des rencontres | Sigmond 28e · Verlegh 34e 46e · Krom 87e | (2 - 0) | 82e de Lavallaz | Spectateurs : 30 000 Arbitrage : Heinrich Retschury | Spectateurs : 30 000 Arbitrage : Heinrich Retschury |
| 25 novembre 1923 · Historique des rencontres | Rapport                                  |         |                 | Spectateurs : 30 000 Arbitrage : Heinrich Retschury | Spectateurs : 30 000 Arbitrage : Heinrich Retschury |